# Chlustina
Chlustina – wieś i gmina w Czechach, w powiecie Beroun, w kraju środkowoczeskim. Według danych z dnia 1 stycznia 2023 liczyła 255 mieszkańców.